# Sophie Dabo
Pour les articles homonymes, voir Dabo.
Sophie Dabo-Niang est une mathématicienne franco-sénégalaise, née le 7 août 1973 à Dakar. Elle est spécialiste en mathématiques appliquées (statistique) et enseignante-chercheuse à l'université de Lille.  Elle est présidente (2020-2022) du comité des pays en développement de la société mathématique Européenne ( EMS-CDC).

## Carrière
Elle a soutenu sa thèse de doctorat en 2002 à l'université Pierre-et-Marie-Curie (Paris) et son HDR en 2009 à l'université de Lille III (Lille). Elle a dirigé (2015-2019) à l'université de Lille, où elle est professeur, l’axe MéQAME (Méthodes quantitatives appliquées au management et à l’économie) du laboratoire LEM.
Durant cinq ans (2010-2015), elle a co-dirigé le laboratoire EQUIPPE pour le site Lille III.
Elle est l'une des organisatrices de la journée « Filles et sciences, une équation lumineuse » en mars 2014 au Sénégal.
Elle a été vice-présidente (2019) du comité des pays en développement de la société mathématique Européenne (EMS-CDC).
Ses principaux thèmes de recherche sont la statistique spatiale, la statistique fonctionnelle, les estimations non-paramétriques et semi-paramétriques pour des processus faiblement dépendants et l'analyse de données environnementales, hydrologiques, bio-médicales, économiques, etc.

## Publications
Elle a publié une cinquantaine d'articles et édité deux livres.

### Livres
- Sur l'estimation fonctionnelle en dimension infinie : application aux diffusions ; sous la dir. de Denis Bosq, 2002
- Functional and operatorial statistics, 2008, Springer.
- Mathematical Modeling and Study of Random or Deterministic Phenomena, 2020, Wiley.

### Articles
- Voir la Pageweb